# Storia della Terra

Il tempo geologico, visualizzato in un diagramma chiamato "orologio geologico", che mostra la durata relativa dei vari eoni della storia della Terra.

La storia della Terra descrive l'insieme dei più importanti eventi e stadi nello sviluppo e nell'evoluzione che ha avuto luogo sul pianeta Terra dalla sua formazione. Comprende le teorie scientifiche ritenute più verosimili e quasi tutti i rami delle scienze naturali che contribuiscono alla comprensione degli avvenimenti nel passato del nostro pianeta.
L'età della Terra è stata stabilita a 4,54 miliardi di anni, corrispondenti approssimativamente ad un terzo dell'età dell'universo; immensi cambiamenti biologici e cataclismi geologici sono avvenuti durante questo tempo. La formazione della Terra e la contemporanea formazione del Sole e degli altri corpi del sistema solare ebbe origine dalla contrazione di una nebulosa di polvere interstellare. La nebulosa diede luogo ad un disco protoplanetario con il Sole al suo centro e i pianeti in formazione per accrescimento di materiale, in orbita intorno.
La Terra si formò 9,2 miliardi di anni dopo il Big Bang. Il calore generato dagli impatti e dalla contrazione indicano che si trovava in uno stato fuso, durante il quale ebbe luogo una differenziazione in strati, in cui si formarono un nucleo interno di elementi pesanti avvolto da un mantello ed una proto-crosta formati da elementi leggeri. Fu in questo periodo che si formò la Luna, probabilmente a causa di un impatto gigante tra la Terra ed un planetoide in formazione. La Terra si raffreddò progressivamente e acquisì una crosta solida in cui presero forma i primi continenti. Un continuo bombardamento di meteoriti e comete di ghiaccio rifornì la Terra di un'enorme quantità di acqua che creò gli oceani, mentre l'attività vulcanica e il vapore acqueo crearono una primitiva atmosfera, inizialmente priva di ossigeno. I continenti, attraverso la tettonica delle placche, si unirono in supercontinenti, che in seguito si separarono di nuovo in un processo che si è ripetuto molte volte durante i quattro miliardi e mezzo di anni.
Le reazioni chimiche portarono alla formazione di molecole organiche che interagirono per formare strutture ancora più elaborate e complesse, e infine diedero luogo a molecole che erano in grado di riprodurre copie di sé stesse. Questa abilità diede una spinta notevole all'evoluzione e portò alla creazione della vita. All'inizio la vita cominciò sotto forma di organismi monocellulari, ma in seguito si sviluppò la pluricellularità, e quindi un processo evolutivo superiore quale la fotosintesi, che fornì di ossigeno l'atmosfera e portò alla creazione di uno strato di ozono. Le forme di vita si differenziarono in molte specie e divennero sempre più avanzate, colonizzando la terraferma e occupando gradualmente tutti gli habitat della Terra. Glaciazioni, eruzioni vulcaniche, e impatti meteoritici causarono molte estinzioni di massa, ma le specie rimanenti si svilupparono in nuove forme e ricrearono sempre una nuova biosfera.

## Origine del sistema solare

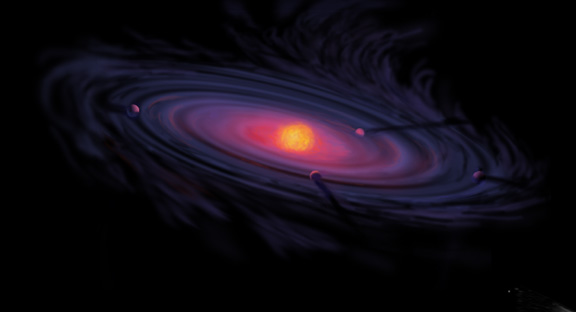
Immagine artistica di un disco protoplanetario con alcuni grandi pianeti già formatisi.

Il sistema solare (inclusa la Terra) si formò a partire da una grande nube in rotazione di polveri e gas interstellari, chiamata nebulosa solare, che era in orbita attorno al centro della nostra Galassia. Era composta di idrogeno ed elio, prodottisi dal Big Bang avvenuto 13,7 miliardi di anni fa, ma anche da materiali più pesanti emessi dalle supernove. Circa 4,6 miliardi di anni fa, la nebulosa solare cominciò a contrarsi, probabilmente a causa dell'onda d'urto provocata dall'esplosione di una supernova vicina. Una tale onda di shock avrebbe impartito alla nebulosa una certa velocità angolare. Quando la nebulosa cominciò ad accelerare la sua rotazione, la gravità e l'inerzia l'appiattirono in un disco protoplanetario orientato perpendicolarmente al suo asse di rotazione. La maggior parte della massa, per effetto dell'attrazione gravitazionale, si concentrò al centro e cominciò a riscaldarsi, ma piccole perturbazioni dovute a collisioni ed al momento angolare di altri grandi detriti crearono i punti di accrescimento in cui cominciarono a formarsi i protopianeti, cioè oggetti dalle dimensioni superiori a svariati chilometri.
L'accumulo di materiale, l'aumento della velocità di rotazione e la pressione della forza di gravità crearono un enorme aumento dell'energia cinetica, e quindi del calore interno al centro. L'impossibilità di trasferire quell'energia all'esterno attraverso altri processi, che avrebbero permesso una riduzione della temperatura, ebbe come risultato un enorme riscaldamento del centro del disco, che alla fine portò ad attivare la fusione nucleare dell'idrogeno in elio, e quindi, dopo la contrazione dei gas, si innescò una stella T Tauri che divenne il nostro Sole. Nel frattempo, dato che la gravità costringeva la materia a condensarsi intorno ad oggetti in orbita al di fuori dell'attrazione del nuovo sole, le particelle di polvere e il resto del disco protoplanetario cominciarono a separarsi in anelli.
Successivamente i frammenti più grandi collisero l'uno con l'altro e formarono oggetti sempre più grandi, fino a diventare infine protopianeti. Tra questi ultimi un agglomerato di materia si trovava approssimativamente a 150 milioni di chilometri dal centro: la futura Terra.
Simulazioni al computer hanno dimostrato che pianeti con distanze uguali a quelle dei pianeti interni del nostro sistema possono formarsi da un disco protoplanetario come quello presente attorno ad altre stelle nell'universo, dando così luogo a pianeti extraterrestri noti come esopianeti.

## Nascita della Terra
Prima della nuova formalizzazione, dalla nascita della Terra si faceva iniziare il supereone Precambriano, a sua volta suddiviso negli eoni Adeano, Archeano e Proterozoico.
L'Olocene (l'ultima epoca) è troppo breve per essere mostrata chiaramente su questa linea cronologica.

### Adeano (4600 Ma - 4000 Ma)
Il pianeta si formò circa 4,54 miliardi di anni fa (con un'incertezza dell'1%), un processo che è durato all'incirca 10-20 milioni di anni. Il primo eone formalmente riconosciuto della storia della Terra viene chiamato Adeano e durò circa 600 milioni di anni. La proto-Terra continuò a crescere per accrescimento, finché la parte più interna del protopianeta non fu abbastanza calda da fondere gli elementi metallici più pesanti, i siderofili. A causa dell'alta densità questi metalli, allo stato liquido, cominciarono a sprofondare verso il centro di massa della Terra. Questo processo, noto come la "catastrofe del ferro", ebbe come risultato la separazione di un primitivo mantello e di un nucleo metallico appena 10 milioni di anni dopo l'inizio della formazione del pianeta. Ciò ebbe come effetto la struttura stratificata del nostro pianeta e gettò le basi del futuro campo geomagnetico terrestre.
Durante la fase di accrescimento del protopianeta, una nube di silice gassosa probabilmente circondava la Terra, e si condensò in seguito come roccia solida sulla superficie. Quello che rimase intorno al pianeta era una primitiva atmosfera di elementi leggeri (atmofili) provenienti dalla nebulosa solare, soprattutto idrogeno ed elio, ma il vento solare della neonata stella T Tauri ed il calore del pianeta spazzarono via la maggior parte del materiale del disco che non si era ancora condensato in corpi più grandi. Questa situazione cambiò quando la Terra raggiunse circa il 40% del raggio odierno, e l'attrazione gravitazionale fu in grado di trattenere un'atmosfera che includeva l'acqua.
Le rocce più antiche ritrovate sulla Terra hanno poco più di 4 miliardi di anni e affioramenti ritrovati in Groenlandia e Australia risalgono al periodo subito successivo alla formazione della crosta terrestre e noto come Archeano.

### L'impatto gigante (teoria delBig splash)

Animazione del possibile impatto gigante tra un protopianeta (Theia) e la Terra (simulata immobile per evidenziare l'effetto dell'asportazione del materiale della crosta e del mantello).

Una caratteristica del nostro pianeta è il suo grande satellite naturale, la Luna. Durante il programma Apollo, alcune rocce della superficie lunare vennero portate sulla Terra. La datazione radiometrica di queste rocce ha mostrato che esse risalgono a 4527 ± 10 milioni (Ma)di anni fa, cioè circa 30-50 milioni di anni più giovani di altri corpi del sistema solare. Un'altra caratteristica particolare è la densità relativamente bassa della Luna, che perciò non possiede un grande nucleo metallico, come gli altri pianeti di tipo terrestre del sistema solare. La Luna ha una composizione interna che ricorda quella del mantello e della crosta terrestre, senza i materiali del nucleo della Terra. Ciò ha portato all'ipotesi dell'impatto gigante della proto-Terra con un altro corpo celeste.
Si ritiene che questo corpo, chiamato a volte Theia, fosse leggermente più piccolo dell'odierno pianeta Marte. Si dovrebbe essere formato per accrezione di materia a circa 150 milioni di chilometri sia dal Sole che dalla Terra, al quarto o quinto punto di Lagrange. La sua orbita all'inizio doveva essere relativamente stabile, ma si destabilizzò a causa dell'aumento della massa del pianeta. Theia cominciò ad oscillare su orbite sempre più larghe fino ad entrare in collisione con la Terra circa 4,5 miliardi di anni fa.
I modelli dimostrano che quando un corpo di tali dimensioni colpisce un pianeta ad un angolo relativamente piccolo e a bassa velocità, una notevole quantità di materiale dei mantelli e delle croste dei due corpi venne espulsa nello spazio, entrando in orbita stabile intorno alla Terra. Questo materiale in seguito si sarebbe raccolto a formare la Luna. Invece il nucleo metallico del corpo estraneo sarebbe penetrato nel mantello terrestre andando a fondersi con il nucleo del pianeta. Per questo la Luna è povera di materiali metallici. L'ipotesi dell'impatto gigante spiegherebbe così l'anomala composizione della Luna. I materiali emessi in orbita intorno alla Terra si condensarono nell'arco degli anni successivi. Sotto l'influenza della propria gravità i materiali divennero un corpo sferico: la Luna.
Le datazioni radiometriche dimostrano che la Terra esisteva già da almeno 10 milioni di anni prima dell'impatto, un tempo sufficiente per permettere la differenziazione del primitivo mantello e del nucleo. Perciò quando avvenne l'impatto, venne espulso solo il materiale del mantello, lasciando intatto il nucleo dei pesanti metalli siderofili.
L'impatto ebbe conseguenze importanti per il nostro giovane pianeta. Rilasciò una gigantesca quantità di energia, riducendo sia la Terra che la Luna in uno stato completamente fuso. Immediatamente dopo l'impatto, il mantello terrestre si trovava in uno stato di moto convettivo altamente accelerato e la superficie era un oceano di magma. A causa dell'enorme quantità di energia rilasciata, la primitiva atmosfera del pianeta venne probabilmente spazzata via. Si ritiene inoltre che l'impatto abbia cambiato l'inclinazione assiale del pianeta verso l'odierno elevato valore di 23,5°, responsabile delle stagioni (un semplice modello ideale dell'origine dei pianeti avrebbe un'inclinazione assiale di 0° senza stagioni riconoscibili). Inoltre potrebbe aver accelerato la rotazione della Terra. La grandezza e l'influenza del suo satellite sulla Terra sono sufficienti perché oggi si discuta sul considerare il sistema Terra-Luna un cosiddetto "pianeta doppio".

## Archeano (4000 Ma - 2500 Ma)
La superficie della Terra si trovava probabilmente sotto un intenso bombardamento meteoritico e i fenomeni vulcanici dovevano essere intensi, a causa dell'alto riscaldamento geotermico. Sono stati ritrovati sporadici cristalli di zircone più antichi di 4 miliardi di anni cioè un'età molto vicina a quella corrispondente alla formazione della Terra. Alcune tracce potrebbero essere interpretate come dovute al contatto con acqua liquida il che indicherebbe che il pianeta possedeva già oceani o mari a quel tempo. Dal numero di crateri presenti sugli altri corpi celesti si sa che l'intenso bombardamento meteoritico ebbe termine circa 3,8 miliardi di anni fa. All'inizio dell'Archeano, la Terra si era raffreddata considerevolmente. Data la composizione dell'atmosfera, la vita sarebbe stata impossibile per la maggior parte delle odierne forme di vita, a causa della mancanza di ossigeno e l'assenza di uno strato di ozono.

### Origine degli oceani e dell'atmosfera

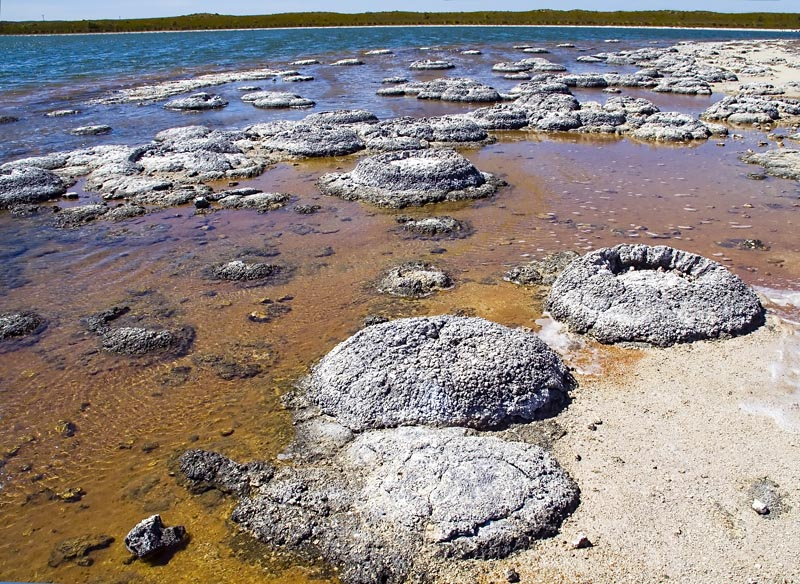
Stromatoliti litificate sui bordi del lago Thetis in Australia occidentale. Le stromatoliti sono formate da colonie di organismi monocellulari come i cianobatteri o le clorofite. Queste colonie di alghe intrappolano i granelli di sedimenti formando così gli strati sedimentari di una stromatolite. Le stromatoliti dell'archeano sono le prime tracce fossili dirette della vita sulla Terra, anche se sono state ritrovate solo poche cellule fossilizzate al loro interno. Gli oceani dell'archeano e del proterozoico potrebbero essere stati pieni di ammassi di alghe come questi.

Poiché dopo l'impatto gigante l'atmosfera primitiva era scomparsa, il raffreddamento fu probabilmente rapido. Dopo 150 milioni di anni si era già formata una crosta solida di basalto. La crosta continentale felsica odierna all'epoca non esisteva ancora. All'interno del pianeta un'ulteriore differenziazione cominciò solo dopo che il mantello si fu almeno in parte solidificato di nuovo. Comunque durante il primo Archeano (circa 3 miliardi di anni fa) il mantello era molto più caldo di oggi, probabilmente intorno ai 1600 °C. Ciò indica che la frazione di mantello ancora fusa era più grande di quella odierna.
Vapori gassosi esalavano dalla crosta, mentre altri gas venivano rilasciati dai vulcani, formando la seconda atmosfera terrestre. Altra acqua venne trasportata da ulteriori impatti meteoritici, provenienti soprattutto dalla cintura di asteroidi, disturbati dalla gravità di Giove.
La grande quantità d'acqua sulla Terra non è stata sicuramente prodotta solo dal vulcanesimo e dall'esalazione dei gas. Si presume che l'acqua provenga dagli impatti di comete ghiacciate. Anche se la maggior parte delle comete odierne si trovano in orbita oltre Nettuno, simulazioni al computer hanno mostrato che in origine erano una presenza molto più comune nel sistema solare interno. Ad ogni modo, la maggior parte dell'acqua della Terra fu portata molto probabilmente dall'impatto di piccoli protopianeti, oggetti comparabili alle odierne lune ghiacciate dei pianeti esterni. Gli impatti di questi oggetti avrebbero arricchito i pianeti di tipo terrestre (Mercurio, Venere, la Terra e Marte) di acqua, anidride carbonica, metano, ammoniaca, azoto ed altri elementi volatili. Se tutta l'acqua degli oceani terrestri provenisse solamente dalle comete, ci sarebbero volute almeno un milione di comete ghiacciate per spiegarne la quantità. Simulazioni al computer hanno mostrato però che tale numero non è del tutto irreale.
Mentre il pianeta si raffreddava, si formarono le nubi. La pioggia diede origine agli oceani. Piovve con un'intensità incredibile e sotto il suo incessante scrosciare le rocce primordiali delle prime montagne si disgregarono, sprofondarono, dando origine alle prime valli. Testimonianze recenti hanno suggerito che gli oceani potrebbero aver cominciato a formarsi da 4,2 miliardi di anni fa. All'inizio dell'eone archeano, la Terra era probabilmente già coperta dagli oceani e la nuova atmosfera conteneva ammoniaca, metano, vapore acqueo, anidride carbonica, ed azoto, così come piccole quantità di altri gas. Tutto l'ossigeno libero sarebbe stato legato all'idrogeno o combinato nei minerali della superficie. L'attività vulcanica era intensa e, senza uno strato di ozono a schermarne l'ingresso, la radiazione ultravioletta colpiva direttamente la superficie.

### I primi continenti
I moti convettivi del mantello, cioè il processo alla base della tettonica a zolle, è il risultato di un flusso di materiali incandescenti dal nucleo della Terra verso la superficie. Comporta la creazione di placche tettoniche nelle dorsali oceaniche. Queste placche vengono distrutte per subduzione nel mantello nelle zone di subduzione. L'interno del nostro pianeta era più caldo durante l'Adeano e l'Archeano, perciò la convezione del mantello deve essere stata più rapida. Per cui quando si manifestarono processi tettonici simile a quelli odierni, essi devono essere avvenuti in modo più veloce. La maggior parte dei geologi ritiene che nell'Adeano e nell'Archeano le zone di subduzione fossero più diffuse, e quindi le placche tettoniche fossero più piccole.
La crosta iniziale che si formò dopo il primo raffreddamento della superficie terrestre è del tutto scomparsa, a causa dei veloci movimenti tettonici dell'Adeano e dei continui impatti del tardo bombardamento meteoritico. Si ritiene comunque che questa crosta fosse di composizione basaltica, come l'odierna crosta oceanica, dato che non c'era stata ancora una grande differenziazione. I primi grandi pezzi di crosta continentale, che sono il prodotto di una differenziazione degli elementi leggeri durante una fusione parziale della crosta inferiore, apparvero all'inizio dell'Archeano, circa 4 miliardi di anni fa. Ciò che rimane di questi primi piccoli continenti sono chiamati cratoni. Questi pezzi di crosta dell'Archeano formano i nuclei intorno ai quali si sono sviluppati nel corso del tempo i vari continenti.
Alcune tra le rocce più antiche sulla Terra sono state trovate nel cratone nordamericano del Canada. Sono formate da tonaliti ed hanno approssimativamente 4 miliardi di anni. Ci sono tracce di metamorfismo da alte temperature, ma anche grani sedimentari che sono stati levigati dall'erosione durante il trasporto nell'acqua, dimostrando che già al tempo esistevano fiumi e mari.
I cratoni sono costituiti per lo più dall'alternarsi di due tipi di terrane. Il primo tipo è formato dalle cosiddette fasce a pietra verde, una roccia sedimentaria poco metamorfizzata. Questo tipo di pietra verde è di natura simile ai sedimenti che si trovano oggi nelle fosse oceaniche al di sopra delle zone di subduzione. Per questo motivo le fasce a pietra verde sono considerate come un'evidenza di processi di subduzione avvenuti durante l'Archeano. Il secondo gruppo è costituito da complessi di roccia magmatica di tipo felsico. Queste rocce sono per lo più a base di Tonalite, Trondhjemite o Granodiorite, per cui i relativi terrane sono definiti complessi TTG, e la loro composizione è simile al granito. I complessi TTG sono considerati i resti della prima crosta continentale formatasi per parziale fusione del basalto. L'alternanza tra fasce a roccia verde e complessi TTG, viene interpretata come il risultato di una situazione tettonica
in cui i piccoli protocontinenti erano separati da un complesso intreccio di zone di subduzione.

### Origine della vita

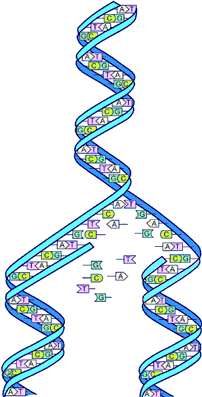
Il replicatore in tutta la vita virtualmente conosciuta è l'acido deossiribonucleico. Il DNA è molto più complesso del replicatore originale e il suo sistema di replicazione è altamente elaborato.

I dettagli dell'origine della vita sono sconosciuti, ma i principi generali sono stati stabiliti. Ci sono due scuole di pensiero sull'origine della vita. Una suggerisce che i componenti organici siano arrivati sulla Terra dallo spazio (“Panspermia”), mentre l'altra sostiene che si siano originati sulla Terra. Ad ogni modo entrambe propongono meccanismi simili per l'origine della vita.
Se la vita si sviluppò sulla Terra, il momento preciso di questo evento è molto speculativo, forse attorno a 4 miliardi di anni fa. È anche possibile che, dato il ripetuto formarsi e scomparire degli oceani a causa dell'impatto di asteroidi, la vita sia comparsa e scomparsa più volte.
Nella chimica energetica della Terra primordiale, qualche molecola fu in grado di riprodurre copie di se stessa, divenne cioè un "replicatore" (più esattamente promosse le reazioni chimiche che produssero una copia di se stessa). La replicazione non era sempre accurata: alcune copie erano leggermente diverse dalle molecole originarie. Se il cambiamento distruggeva la capacità di copia, la molecola non produceva più altre copie e la linea "moriva". In altri casi, alcuni rari cambiamenti permettevano alla molecola di replicarsi meglio o più rapidamente: queste "varianti" divennero sempre più numerose e si rivelarono vincenti. Ciò diede inizio all'evoluzione tra la materia inanimata. Quando gli ingredienti base si esaurivano, le varianti che potevano sfruttare materiali differenti o magari fermare il progresso di altre varietà e sottrarre loro le risorse, divennero più numerose.
La natura del primo replicatore è sconosciuta, perché nella sua funzione è stato da lungo tempo sostituito dall'attuale replicatore, il DNA. Sono stati proposti molti modelli per spiegare come si sia potuto sviluppare un replicatore. Sono stati postulati diversi replicatori, inclusi composti organici come le moderne proteine, gli acidi nucleici, i fosfolipidi o i cristalli, o persino sistemi quantici.
Al giorno d'oggi non c'è modo di determinare se uno di questi modelli corrisponda a quella che fu la reale origine della vita sulla Terra.
Una delle teorie più vecchie, e una di quelle su cui si è più lavorato, può servire da esempio di come ciò sia potuto accadere. L'alta energia vulcanica, i fulmini e la radiazione ultravioletta avrebbero indotto la produzione di molecole più complesse a partire da semplici composti come il metano e l'ammoniaca. Tra queste molecole più complesse ci sarebbero stati anche dei composti organici relativamente semplici, come i nucleotidi e gli amminoacidi, che sono i costituenti fondamentali della vita. Mano a mano che questo "brodo organico primordiale" cresceva in quantità e concentrazione, molecole differenti reagivano l'una con l'altra. Ad un certo punto si sarebbe avuto come risultato molecole organiche molto più complesse (forse l'argilla funse da struttura di impalcatura per raccogliere e concentrare il materiale organico). La presenza di certe molecole accelerò le reazioni chimiche. Tutto ciò sarebbe continuato per un lungo periodo, mentre le reazioni avvenivano più o meno casualmente, finché non emerse una molecola-replicatore. In ogni caso ad un certo punto, questo primo replicatore fu sostituito nella sua funzione dal DNA; tutta la vita conosciuta (eccetto alcuni virus e prioni) utilizza il DNA come replicatore, in maniera quasi del tutto identica (si veda codice genetico).

Una sezione di membrana cellulare. La membrana cellulare moderna è molto più complessa dell'originale doppio strato fosfolipidico (le piccole sfere con le "code")). Le proteine ed i carboidrati hanno varie funzioni come regolare il passaggio di materiale attraverso la membrana e reagire all'ambiente esterno.

Gli attuali esseri viventi racchiudono il materiale per la replicazione all'interno di una membrana cellulare. Si può comprendere più facilmente l'origine della membrana cellulare che quella del replicatore, dato che la membrana è composta di molecole fosfolipidiche, che spesso in acqua formano spontaneamente un doppio strato. In condizioni opportune si possono formare molte sfere di questo tipo (si veda "Teoria delle bolle"). La teoria prevalente è quella che ritiene che la membrana si formò dopo il replicatore, che probabilmente era allora l'RNA (l'ipotesi del mondo a RNA), insieme al suo apparato di replicazione e forse altre biomolecole. Le prime protocellule probabilmente "scoppiavano" quando diventavano troppo grandi; i contenuti sparsi andavano quindi a colonizzare altre bolle. Le proteine, che stabilizzavano la membrana, o che in seguito contribuivano ad una ordinata replicazione cellulare, potrebbero aver favorito la proliferazione di queste linee cellulari.
L'RNA è un possibile candidato come primitivo replicatore, dato che contiene le informazioni genetiche e catalizza le reazioni. Ad un certo punto il DNA prese il posto dell'RNA come archivio genetico, e le proteine note come enzimi ricoprirono il ruolo di catalizzatori delle reazioni, lasciando all'RNA il ruolo di trasferire le informazioni, sintetizzare le proteine e modulare il processo. Viene ritenuto sempre più probabile che queste primitive cellule si evolsero in associazione con le bocche vulcaniche sottomarine, note come black smoker o perfino con rocce calde in profondità.
Si ritiene che di tutti i tipi di protocellule, solo una linea sia riuscita a sopravvivere. Recenti evidenze filogenetiche suggeriscono che l'ultimo antenato comune universale visse durante il primo Archeano, forse intorno a 3,5 miliardi di anni fa o anche prima. Questa cellula, chiamata "LUCA" (dall'inglese: Last Universal Common Ancestor) è il progenitore di tutta la vita oggi nota sulla Terra. Probabilmente era un procariota, che possedeva una membrana cellulare e probabilmente dei ribosomi, ma a cui mancava un nucleo e altri organelli dotati di membrana come i mitocondri o i cloroplasti. Come tutte le cellule moderne, utilizzava il DNA per immagazzinare il codice genetico, l'RNA per il trasferimento delle informazioni e la sintesi delle proteine, e gli enzimi per catalizzare le reazioni. Alcuni scienziati ritengono che, invece di un singolo antenato universale comune, ci fossero più organismi che si trasferivano i geni con un trasferimento genetico orizzontale.

## Il Proterozoico (2.500 Ma - 542 Ma)
Il Proterozoico è il periodo della storia della Terra che va 2.500 a 542 milioni di anni fa. In questo periodo i cratoni, cioè i primi nuclei di crosta rocciosa consistente, si svilupparono in continenti di dimensioni paragonabili alle attuali, in seguito al manifestarsi dei primi processi di tettonica delle placche. Lo sviluppo di un'atmosfera ricca di ossigeno fu un evento sostanziale; dai più semplici procarioti si passò agli eucarioti e alle forme multicellulari.
Durante il Proterozoico avvennero alcune importanti glaciazioni a livello globale, la più estesa delle quali ricoprì quasi tutto il pianeta che fu trasformato in una sorta di gigantesca palla di neve. Alla fine di questa drammatica glaciazione, avvenuta circa 600 milioni di anni fa, lo sviluppo della vita subì una accelerazione consistente che fu il preludio della fase successiva nota come esplosione cambriana, caratterizzata da un aumento enorme del numero delle specie viventi.

### La rivoluzione dell'ossigeno

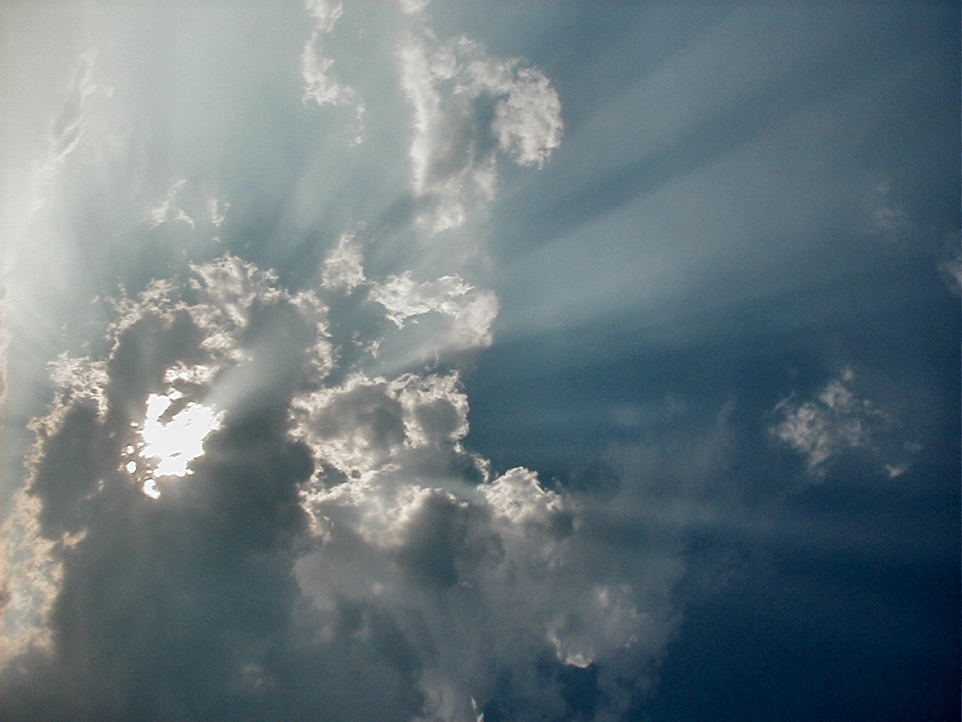
Lo sfruttamento dell'energia solare portò a enormi cambiamenti per la vita sulla Terra.

Si ritiene probabile che le prime cellule fossero tutte eterotrofe, cioè che usassero le molecole organiche circostanti (incluse quelle di altre cellule) come materia prima e fonte di energia. Mano a mano che le fonti di cibo diminuivano, alcune cellule svilupparono una nuova strategia. Invece di dipendere dalla quantità già presente ma in diminuzione di molecole organiche, queste cellule cominciarono ad utilizzare la luce solare come fonte di energia. Le stime sulla data variano, ma già attorno a 3 miliardi di anni fa, si era già sviluppato qualcosa di simile alla moderna fotosintesi. Ciò rese l'energia solare disponibile non solo agli autotrofi ma anche agli eterotrofi che si nutrivano di loro. La fotosintesi utilizzava l'abbondante anidride carbonica e l'acqua come materia prima, e, con l'energia della luce solare, produceva molecole organiche ricche di energia (i carboidrati).

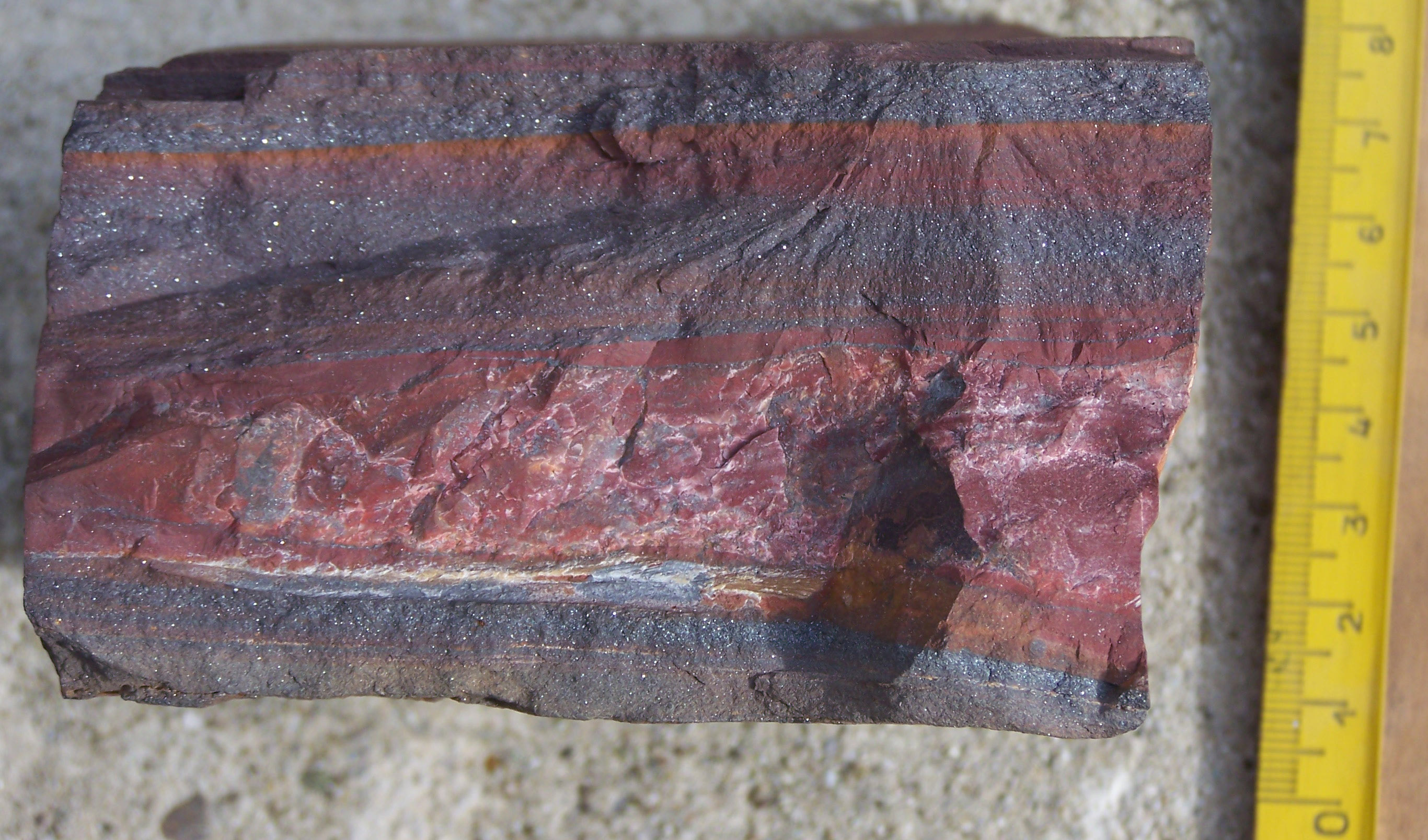
Gli strati geologici ricchi di ferro, in rosso, si formarono quando c'era abbondanza di ossigeno. Gli strati grigi si riferiscono ai periodi anossici. (Barberton, Sudafrica).

Inoltre veniva prodotta una grande quantità di ossigeno come residuo di scarto del processo. All'inizio l'ossigeno si legò con il calcare, il ferro, e con altri materiali. Prove sostanziali di questo legame sono i grandi strati geologici ricchi di ossido di ferro databili a questo periodo. La reazione di questi minerali con l'ossigeno probabilmente colorò gli oceani di verde. Quando la maggior parte dei minerali esposti fu ossidata, l'ossigeno non reagito cominciò ad accumularsi nell'atmosfera. Anche se ogni cellula produceva una quantità d'ossigeno infinitesimale, il metabolismo combinato di molte cellule in un lungo periodo di tempo trasformò l'atmosfera terrestre rendendola quasi uguale a quella odierna. Tra gli esempi più antichi di forme di vita che producevano ossigeno ci sono le stromatoliti fossili. Questa fu la terza atmosfera della Terra.
Parte dell'ossigeno, stimolato dalla radiazione ultravioletta, si legò a formare ozono, che si raccolse in uno strato nella parte superiore dell'atmosfera. Lo strato di ozono assorbiva, e assorbe tuttora, una quantità significativa di radiazioni ultraviolette che prima riuscivano a passare attraverso l'atmosfera. Ciò permise alle cellule di colonizzare la superficie degli oceani ed infine le terre emerse: senza lo strato di ozono, la radiazione ultravioletta che bombardava la superficie avrebbe causato insostenibili livelli di mutazioni nelle cellule esposte.
La fotosintesi ebbe un altro impatto su grande scala. L'ossigeno era tossico; probabilmente la maggior parte della vita sulla Terra si estinse con l'aumento del suo livello, un evento noto come catastrofe dell'ossigeno. Le forme di vita in grado di resistere sopravvissero e prosperarono, ed alcune svilupparono la capacità di utilizzare l'ossigeno per migliorare il proprio metabolismo e derivare più energia dallo stesso nutrimento.

### Origine delle cellule eucariote ed i tre domini della vita

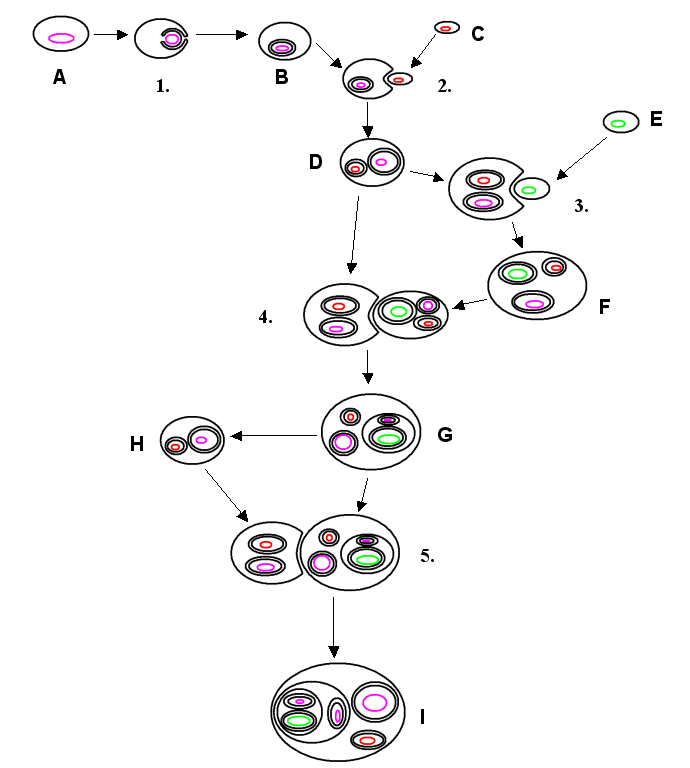
Alcuni dei modi in cui i vari endosimbionti potrebbero aver avuto origine.

La tassonomia moderna classifica le forme di vita in tre domini. Il momento di origine di questi domini è ancora speculativo. Il dominio dei batteri fu probabilmente il primo a separarsi dalle altre forme di vita (raggruppate allora in un dominio chiamato "neomuri"), ma questa supposizione rimane controversa. Poco tempo dopo, all'incirca 2 miliardi di anni fa, i neomuri si divisero in archei ed eucarioti. Le cellule eucariote sono più grandi e più complesse delle cellule procariote (batteri ed archei), e l'origine di questa complessità sta venendo alla luce solo negli ultimi tempi.
In questo periodo si formò il primo proto-mitocondrio. Una cellula batterica, probabilmente imparentata con gli odierni rickettsi e già in grado di metabolizzare l'ossigeno, entrò all'interno di una cellula procariota più grande che non aveva ancora sviluppato questa capacità. Probabilmente la cellula più grande tentò di ingerire quella più piccola, ma non ci riuscì (forse a causa dell'evoluzione dei sistemi di difesa). O forse, la cellula più piccola cercò di diventare parassita di quella più grande. Ad ogni modo la cellula più piccola sopravvisse all'interno di quella più grande. Usando l'ossigeno, fu in grado di metabolizzare i prodotti di scarto della cellula più grande e produrre più energia. Una parte di questa energia in surplus venne resa alla cellula ospitante. La cellula più piccola cominciò a replicarsi all'interno di quella più grande. Ben presto si sviluppò una simbiosi stabile tra le due cellule; nel corso del tempo la cellula ospitante acquisì parte del corredo genetico delle cellule più piccole ed i due simbionti divennero dipendenti l'uno dall'altro: la cellula più grande non era più in grado di sopravvivere senza l'energia prodotta da quelle più piccole, mentre queste non potevano più sopravvivere senza la materia prima fornita dalla cellula più grande. L'intera cellula viene quindi considerata come un singolo organismo e le cellule più piccole vengono classificate come organelli chiamati mitocondri.
Un processo simile avvenne con i cianobatteri fotosintetici, che entrarono in una cellula eterotrofa più grande e divennero quindi cloroplasti. Probabilmente, come risultato di questi eventi, una linea di cellule capaci di fotosintesi si separò dagli altri eucarioti più di un miliardo di anni fa. Ci sono stati forse molti casi di inclusione e simbiosi simili, come suggerisce la figura a destra. Oltre alla ben accettata teoria dell'endosimbiosi che diede origine ai mitocondri ed ai cloroplasti, è stato ipotizzato che altri tipi di cellule abbiano dato origine per endosimbiosi ai perossisomi, che le spirochete abbiano dato origine alle cellule ciliate ed ai flagelli, e che probabilmente un virus dotato di DNA diede origine al nucleo cellulare;, nessuna di queste teorie è però unanimemente accettata.

### La vita pluricellulare

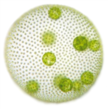
Si ritiene che l'alga verde Volvox aureus sia molto simile alle prime piante pluricellulari.

Gli archei, i batteri e gli eucarioti continuarono a diversificarsi e divennero sempre più sofisticati e meglio adattabili al loro ambiente. Ogni dominio si suddivise ripetutamente in varie linee evolutive, anche se si sa poco della storia degli archei e dei batteri. Circa 1,1 miliardi di anni fa, il supercontinente Rodinia era in via di formazione. Il regno delle piante, quello degli animali, e quello dei funghi si erano già separati, anche se esistevano ancora come cellule solitarie. Alcuni di essi vivevano in colonie, e gradualmente cominciò a prendere piede una divisione dei compiti e del lavoro; ad esempio le cellule che si trovavano nella zona interna della colonia probabilmente cominciarono ad avere un ruolo differente da quelle che si trovavano all'esterno. Nonostante la divisione tra una colonia di organismi con ruoli specializzati ed un organismo pluricellulare non sia sempre ben chiara, circa 1 miliardo di anni fa emersero le prime piante pluricellulari, probabilmente alghe verdi. È probabile che circa 900 milioni di anni fa si siano sviluppati anche i primi esseri veramente pluricellulari del regno animale.
Probabilmente all'inizio questi esseri assomigliavano alle odierne spugne, dove tutte le cellule erano ancora totipotenti ed un organismo distrutto poteva ancora riassemblarsi. Man mano che la divisione dei compiti diventava più complessa in tutte le linee evolutive degli organismi pluricellulari, le cellule divennero più specializzate e quindi più dipendenti l'una dall'altra; le cellule isolate erano destinate a morire.

### Clima e forme di vita del tardo Proterozoico
Molti scienziati ritengono che circa 770 milioni di anni fa, vi sia stata un'era glaciale così rigida che gli oceani congelarono completamente fino quasi all'equatore, trasformando la Terra in una sorta di gigantesca palla di neve. In seguito, dopo 20 milioni di anni, le continue emissioni di anidride carbonica da parte dei vulcani contribuirono a provocare un effetto serra globale che pose fine all'era glaciale. All'incirca nello stesso periodo, 750 milioni di anni fa, cominciò la frammentazione del continente Rodinia.

## Era paleozoica

### Colonizzazione delle terre emerse

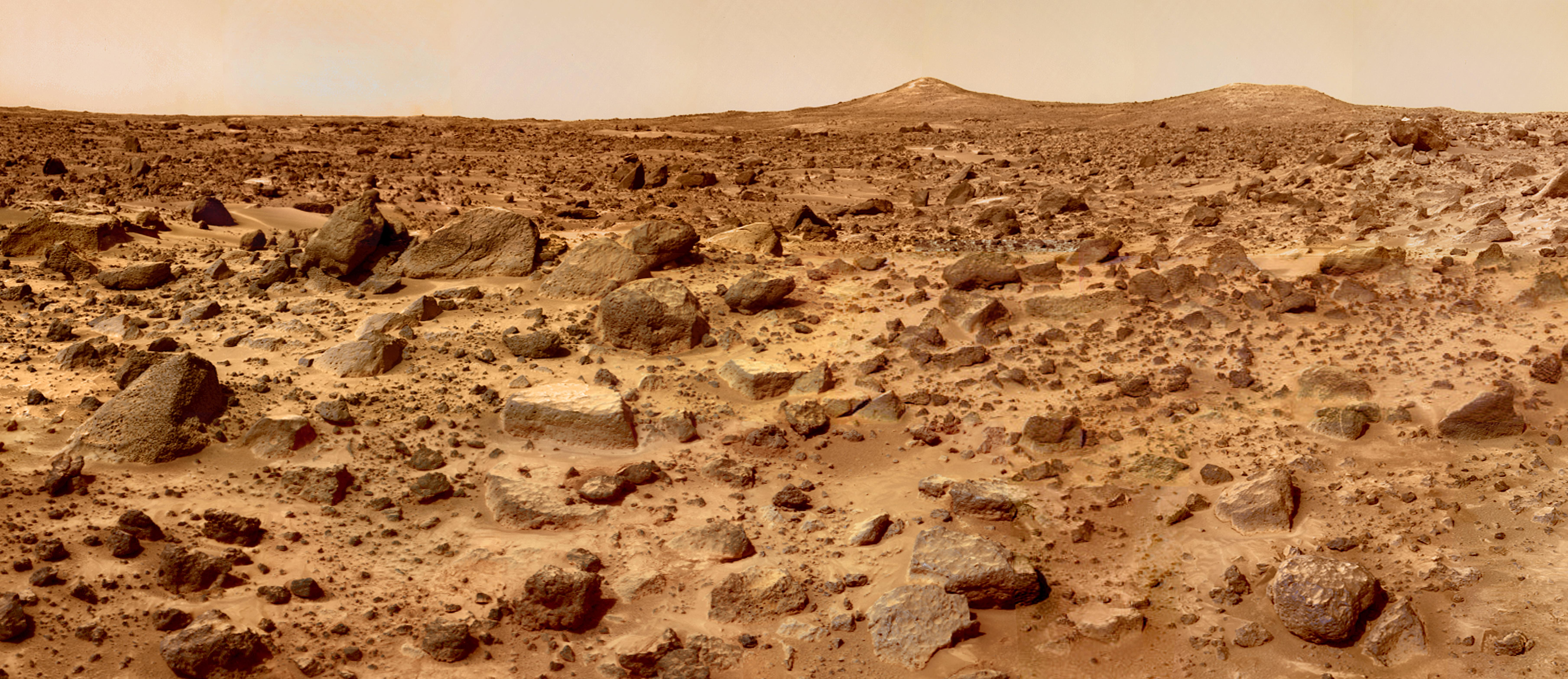
Per la maggior parte della storia della Terra, non ci furono organismi multicellulari sulla terra emersa. Parti della superficie potevano assomigliare vagamente a questa veduta di Marte.

L'accumulo di ossigeno a causa della fotosintesi ebbe come risultato la formazione di uno strato di ozono che assorbiva la maggior parte della radiazione ultravioletta emessa dal Sole, concedendo agli organismi unicellulari che raggiungevano la terra emersa maggiori possibilità di sopravvivere; i procarioti cominciarono a moltiplicarsi e ad adattarsi meglio alla sopravvivenza al di fuori dell'acqua. Probabilmente i procarioti avevano già colonizzato la terraferma circa 2,6 miliardi di anni fa, perfino prima dell'origine degli eucarioti. Per un lungo periodo le terre emerse rimasero prive di organismi multicellulari. Il supercontinente Pannotia si formò intorno a 600 milioni di anni fa e cominciò a frammentarsi dopo appena 50 milioni di anni.
I primi vertebrati, cioè gli antenati dei moderni pesci, si svilupparono negli oceani circa 530 milioni di anni fa. Un'importante estinzione di massa ebbe luogo verso la fine del periodo Cambriano, cioè all'incirca 488 milioni di anni fa.
Parecchie centinaia di milioni di anni fa, le prime piante (molto probabilmente simili alle moderne alghe) ed i funghi cominciarono a crescere ai bordi dell'ambiente acquatico, e successivamente al di fuori di esso. I fossili più antichi di piante e funghi della terraferma risalgono a 480–460 milioni di anni fa, anche se evidenze molecolari suggeriscono che i funghi avrebbero colonizzato le terre emerse già 1 miliardo di anni fa e le piante 700 milioni di anni fa. Anche se all'inizio rimasero vicino al bordo dell'acqua, le mutazioni e le variazioni ebbero come risultato la successiva colonizzazione di questo nuovo ambiente. La datazione del momento in cui i primi animali lasciarono gli oceani non è nota: la testimonianza più antica di artropodi sulla terraferma risale a circa 450 milioni di anni fa, e probabilmente prosperarono e si adattarono meglio date le vaste fonti di cibo fornite dalle piante terrestri. Ci sono anche testimonianze non confermate secondo le quali gli artropodi sarebbero apparsi sulla terraferma già 530 milioni di anni fa.
Alla fine del periodo ordoviciano, 440 milioni di anni fa, si ebbe un altro evento di estinzione di massa, forse dovuto ad una grande era glaciale. All'incirca 380-375 milioni di anni fa, i primi tetrapodi si evolsero dai pesci. Si ritiene che probabilmente le pinne si siano evolute fino a diventare arti, che permisero ai tetrapodi di far emergere la testa al di fuori dall'acqua per respirare aria. Questo avrebbe permesso loro di sopravvivere nelle acque povere d'ossigeno o di catturare piccole prede nelle acque poco profonde. Probabilmente si avventurarono sulla terraferma per brevi periodi. Alla fine alcuni di loro erano diventati così ben adattati alla vita sulle terre emerse che cominciarono a passare la loro vita adulta sulla terra, anche se continuavano a deporre le uova ed a nascere nell'acqua. Questa fu l'origine degli anfibi. Circa 365 milioni di anni fa ebbe luogo un'altra estinzione di massa, forse risultato di un raffreddamento globale. Le piante svilupparono i semi, che accelerarono drasticamente la loro diffusione sulla terra ferma, all'incirca 360 milioni di anni fa.

Pangea, il supercontinente più recente, esistito da 300 a 180 milioni di anni fa. Le linee di costa dei moderni continenti e le altre terre sono indicate su questa mappa.

Circa 20 milioni di anni più tardi (340 milioni di anni fa), si evolse l'uovo amniotico, che poteva essere deposto sulla terra, dando un vantaggio evolutivo agli embrioni dei tetrapodi. Ciò ebbe come risultato la divergenza degli amnioti dagli anfibi. Dopo altri 30 milioni di anni (310 milioni di anni fa) ebbe luogo la divergenza dei sinapsidi (che includono i mammiferi) dai sauropsidi (che includono uccelli e rettili). Altri gruppi di organismi continuarono ad evolversi e le linee evolutive si differenziarono anche nei pesci, negli insetti e nei batteri, ma i dettagli sono poco chiari. 300 milioni di anni fa prese forma il più recente supercontinente ipotizzato, chiamato Pangea.

## L'era mesozoica
250 milioni di anni fa ebbe luogo la più devastante estinzione di massa fino ad oggi conosciuta, l'estinzione di massa del Permiano-Triassico, al confine tra i due periodi; il 95% della vita sulla Terra scomparve, probabilmente dovuto ad un colossale evento vulcanico nella zona del Trappo Siberiano che durò per un milione di anni. La scoperta del cratere della Terra di Wilkes in Antartide può suggerire una connessione con l'estinzione del Permiano-Triassico, ma l'età del cratere non è nota. L'effetto distruttivo fu notevole e ci vollero circa 20 milioni di anni perché la vita riprendesse forza.
All'incirca 230 milioni di anni fa, i dinosauri si separarono dai propri antenati rettili. Un altro evento d'estinzione di massa tra i periodi Triassico e Giurassico risparmiò la maggior parte dei dinosauri, che in breve tempo divennero i vertebrati dominanti. Anche se alcune linee evolutive dei mammiferi cominciarono a separarsi in questo periodo, i mammiferi del tempo erano probabilmente piccoli animali che assomigliavano ai toporagni.
Circa 180 milioni di anni fa, la Pangea si spezzò in due continenti, la Laurasia e il Gondwana. Il limite di separazione tra i dinosauri aviari e quelli non aviari non è chiaro, ma tradizionalmente si considera l'Archaeopteryx, vissuto circa 150 milioni di anni fa, come uno dei primi uccelli. Le prime tracce delle piante angiosperme che producevano fiori risalgono al periodo cretaceo, all'incirca 20 milioni di anni dopo (132 milioni di anni fa).
La competizione con gli uccelli portò molti pterosauri all'estinzione e probabilmente i dinosauri erano già in declino quando, 65 milioni di anni fa, un meteorite di 10 km di diametro colpì la Terra appena al largo della penisola dello Yucatán, dove si trova oggi come risultato il cratere di Chicxulub. L'impatto emise grandi quantità di polveri e vapore nell'aria, che impedirono il passaggio della luce del Sole, inibendo la fotosintesi. La maggior parte degli animali, tra cui i dinosauri non-aviari, si estinsero, marcando la fine del periodo Cretaceo e dell'era mesozoica. In seguito durante il Paleocene, i mammiferi si diversificarono rapidamente, si ingrandirono e divennero i vertebrati dominanti. Forse due milioni di anni dopo (circa 63 milioni di anni fa) visse l'ultimo antenato comune dei primati. Alla fine dell'Eocene, 34 milioni di anni fa, alcuni mammiferi terrestri fecero ritorno nell'ambiente acquatico per diventare specie come il Basilosaurus, i quali in seguito dettero origine ai delfini ed alle balene.

## Era cenozoica

### Evoluzione dell'uomo
Circa sei milioni di anni fa, una differenziazione del ramo evolutivo dei primati introdusse una separazione che portò allo sviluppo dell'uomo moderno. Una piccola scimmia africana vissuta circa sei milioni di anni fa fu l'ultimo animale i cui discendenti avrebbero incluso sia i moderni esseri umani sia i loro parenti più vicini, i bonobo e gli scimpanzé.
Sono i soli due rami di questo albero genealogico che hanno specie discendenti sopravvissute fino ad oggi. Poco dopo la separazione, per ragioni ancora oggi in discussione, le scimmie di un ramo svilupparono l'abilità di camminare eretti. Naturalmente le linee di confine tra le diverse specie o anche generi sono del tutto arbitrarie ed in continuo cambiamento con l'evolversi delle teorie. All'incirca nello stesso periodo l'altro ramo si suddivise nella specie progenitrice degli scimpanzé comuni ed in quella dei bonobo.
Le dimensioni del cervello aumentarono rapidamente, e circa 2 milioni di anni fa, apparvero i primi animali classificabili nel genere Homo. L'abilità di camminare eretti, la caratteristica del pollice opponibile e lo sviluppo dei sistemi comunicativi furono fattori cruciali.
L'abilità di controllare il fuoco comparve probabilmente con l'Homo erectus (o Homo ergaster), almeno 790.000 anni fa ma forse già 1,5 milioni di anni fa. Inoltre è stato suggerito che l'uso e la scoperta del fuoco può risalire addirittura a prima dell'Homo erectus. È possibile che il fuoco fosse stato usato già nel primo paleolitico dall'ominide Homo habilis e/o da australopitechi robusti come il Paranthropus.
Più difficile è stabilire l'origine della lingua; non è chiaro se l'Homo erectus fosse già in grado di parlare o se questa capacità non si fosse sviluppata almeno fino all'Homo sapiens. Aumentando il cervello di dimensioni, i bambini venivano partoriti prima che il cranio divenisse troppo largo per passare attraverso il bacino. Come risultato, mostravano una neuroplasticità maggiore, e perciò una capacità superiore di imparare, ma anche un periodo di dipendenza dalle cure parentali maggiore. Le abilità sociali divennero più complesse, il linguaggio più avanzato e gli strumenti più elaborati. Ciò contribuì ad una cooperazione di livello superiore e ad un continuo sviluppo cerebrale. Si ritiene che gli uomini anatomicamente moderni — Homo sapiens — si siano originati in un luogo non noto circa 200.000 anni fa o prima in Africa; i fossili più antichi risalgono a circa 160.000 anni fa.
L'uomo sviluppò l'agricoltura e iniziò ad allevare sistematicamente gli animali. Ciò migliorò le condizioni di vita e poterono formarsi società e civiltà con diverse caratteristiche culturali e religiose. I primi umani di cui siano attestati esempi di comportamento rituale furono gli uomini di Neandertal (classificati generalmente come una specie separata senza discendenti sopravvissuti); essi seppellivano i propri morti, spesso apparentemente con cibo ed attrezzi. Ad ogni modo tracce di credenze più sofisticate, come le prime pitture rupestri di Cro-Magnon (con un significato probabilmente magico o religioso) non apparvero fino a 32.000 anni fa.
I Cro-Magnon ci hanno lasciato inoltre statuette come la venere di Willendorf, probabilmente anch'essa con significato religioso. Circa 11.000 anni fa, l'Homo sapiens aveva già raggiunto la punta meridionale del Sud America, l'ultimo continente disabitato (ad eccezione dell'Antartide, che rimase inesplorata fino al 1820 d.C.). L'uso degli attrezzi e del linguaggio continuava a migliorare e le relazioni interpersonali diventavano sempre più complesse.

### Civilizzazione

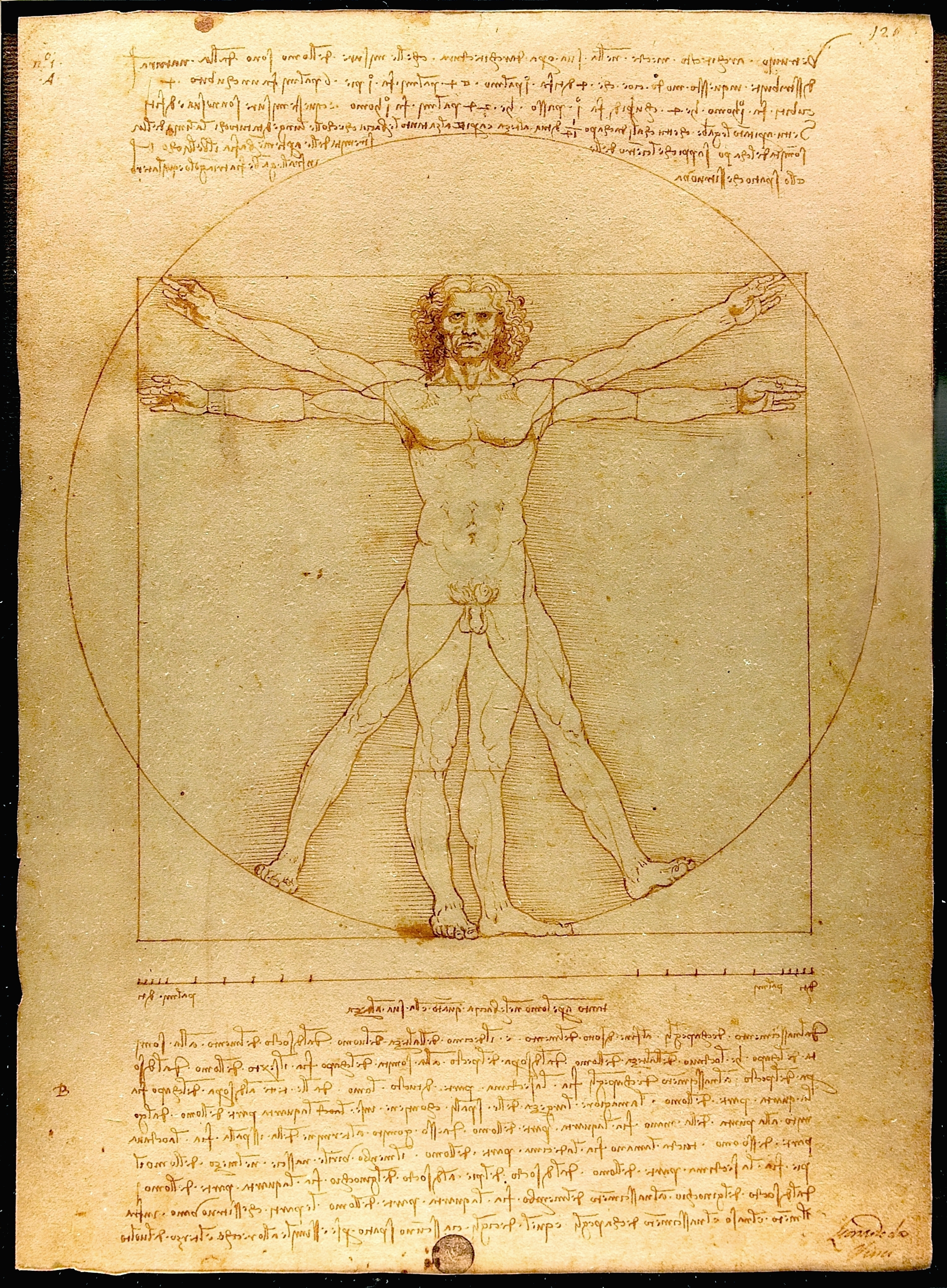
L'uomo vitruviano di Leonardo da Vinci è l'esempio migliore dell'avanzamento delle arti e delle scienze durante il Rinascimento.

Per più del 90% della sua storia, l'Homo sapiens ha vissuto in piccole bande di cacciatori-raccoglitori nomadi. Mentre il linguaggio diveniva sempre più complesso, la capacità di ricordare e trasmettere informazioni ebbe come risultato un nuovo tipo di replicatore: la scrittura. Si potevano scambiare rapidamente le idee e passarle lungo le varie generazioni. L'evoluzione culturale sorpassò velocemente l'evoluzione biologica, ed ebbe inizio la "storia" propriamente detta. Ad un certo punto, tra l'8500 ed il 7000 a.C., gli esseri umani che risiedevano nella Mezzaluna fertile in Medio oriente cominciarono l'allevamento e la coltivazione sistematica di piante ed animali: ebbe inizio l'agricoltura. Quest'ultima si diffuse alle regioni vicine, e si sviluppò indipendentemente in altre parti del mondo, finché la maggior parte degli Homo sapiens non si sono stabiliti in insediamenti permanenti come agricoltori. Non tutte le società abbandonarono il nomadismo, specialmente quelle in aree isolate del globo povere di specie vegetali coltivabili, come l'Australia. Comunque in quelle società che adottarono l'agricoltura, la sicurezza da essa derivata e la maggiore produttività permisero alla popolazione di espandersi. L'agricoltura aveva un effetto ulteriore; gli umani cominciarono ad influire sull'ambiente come mai era successo in precedenza. Il surplus di cibo permise la formazione di una classe religiosa e di governo, seguita da una divisione del lavoro in perenne avanzamento. Ciò portò alla prima civiltà della Terra nel medio Oriente tra il 4000 ed il 3000 a.C.: i sumeri. Altre civiltà si svilupparono poco dopo in Egitto, nella valle dell'Indo ed in Cina.
A partire da intorno al 3000 a.C., cominciò a prendere forma l'induismo, una delle più antiche religioni praticate fino al giorno d'oggi.
Altri grandi sistemi religiosi si svilupparono poco dopo. L'invenzione della scrittura permise lo sviluppo di società complesse: l'archiviazione e le prime biblioteche servivano come conservazione della conoscenza e trasmissione culturale delle informazioni. Gli esseri umani non dovevano più passare tutta la loro vita lavorando per sopravvivere, la curiosità e l'educazione guidarono la ricerca della conoscenza e della saggezza. Sorsero varie discipline, tra cui la scienza (in una forma primitiva). Comparvero nuove civiltà, che interagivano l'una con l'altra, ma si scontravano anche in guerre per il controllo del territorio e delle risorse: cominciarono a formarsi i primi imperi. Anche nelle Americhe intorno al 1500 a.C. sorsero le prime cosiddette civiltà precolombiane. Verso il 500 a.C., si trovavano imperi nel medio Oriente, Iran, India, Cina ed in Grecia, più o meno su scala uguale; di volta in volta un impero si espandeva, per declinare in seguito ed essere spazzato via.

Nel XIV secolo d.C. ebbe inizio in Italia il Rinascimento, con avanzamenti nella religione, nelle arti e nella scienza. A partire dal 1500 la civiltà europea cominciò a subire dei cambiamenti che avrebbero portato in seguito alla rivoluzione industriale e scientifica: questo continente cominciò ad esercitare una dominanza politica e culturale sulle società umane di tutto il pianeta. 

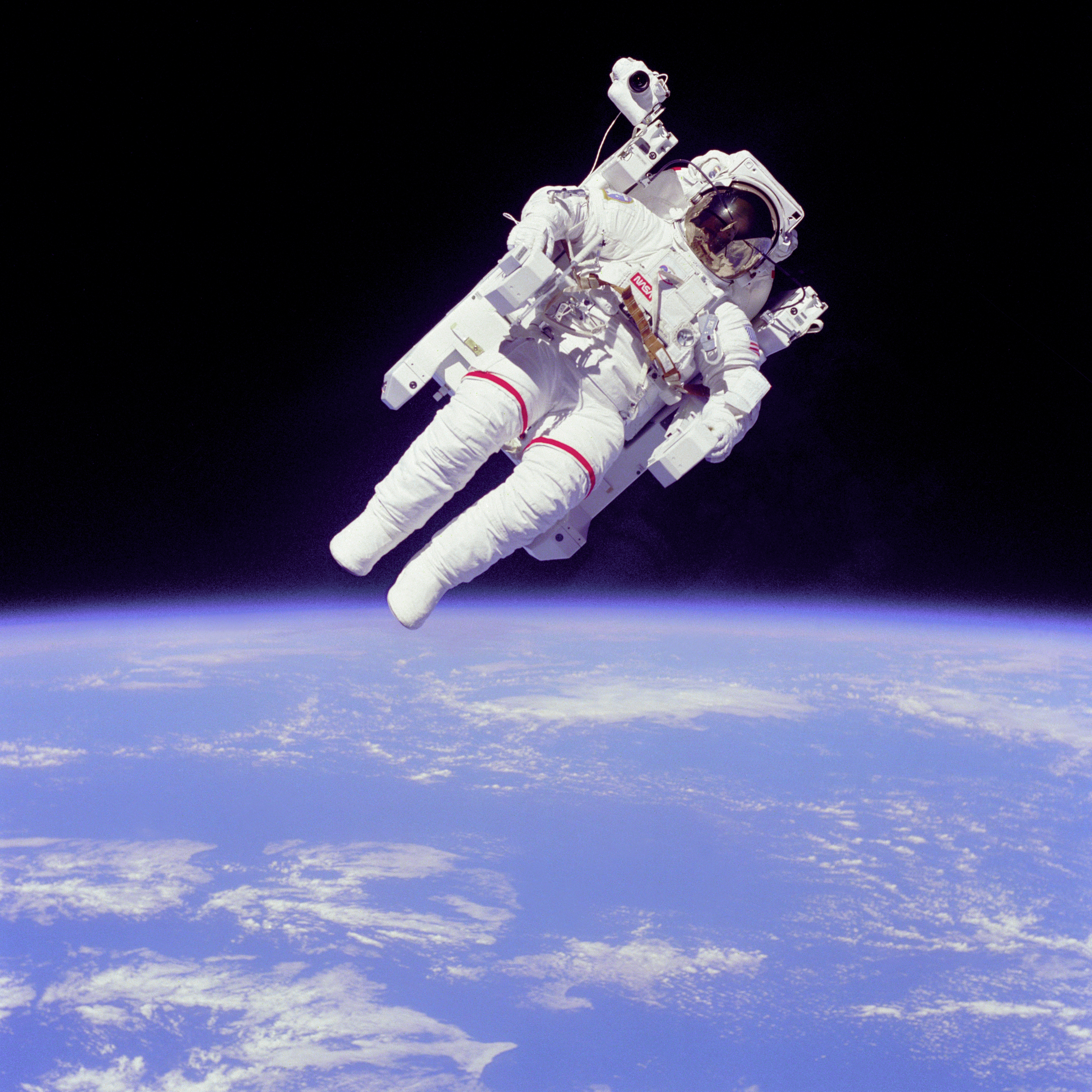
Quattro miliardi e mezzo di anni dopo la formazione del pianeta, un essere vivente terrestre esce al di fuori della biosfera. Per la prima volta nella storia, la Terra viene vista dallo spazio da una creatura vivente su di essa.

Dal 1914 al 1918 e dal 1939 al 1945, le nazioni del mondo furono coinvolte in due guerre mondiali. Fondata dopo la prima guerra mondiale, la società delle Nazioni fu un primo passo nello stabilire delle istituzioni internazionali per risolvere le dispute pacificamente; dopo il fallimento nel prevenire la seconda guerra mondiale, alla fine del conflitto venne rimpiazzata dall'Organizzazione delle Nazioni Unite.

### Eventi recenti
I cambiamenti sono continuati a passo rapido dalla metà del XX secolo fino ad oggi. Lo sviluppo tecnologico include computer, ingegneria genetica, nanotecnologia e armi nucleari (queste ultime rappresentano un paradosso per l'evoluzione e i traguardi raggiunti dall'Umanità: esse rappresentano infatti un potenziale pericolo per la sopravvivenza della stessa specie). La globalizzazione economica, spronata dall'avanzamento delle comunicazioni e dei trasporti ha influenzato la vita quotidiana in varie parti del mondo. Le forme culturali ed istituzionali come la democrazia, il capitalismo, e l'ambientalismo hanno aumentato la loro influenza. Le preoccupazioni ed i problemi maggiori come malattie, guerra, povertà, radicalismo violento e più recentemente, il riscaldamento globale, si sono sviluppati con l'aumento della popolazione.
Nel 1957, l'Unione Sovietica lanciò in orbita il primo satellite artificiale, lo Sputnik 1, e poco tempo dopo, Jurij Gagarin divenne il primo essere umano nello spazio. Neil Armstrong, uno statunitense, fu il primo a mettere piede su un altro oggetto astronomico, la Luna. Sonde automatiche sono state mandate verso tutti i pianeti maggiori del sistema solare, ed alcune (come le sonde Voyager) hanno lasciato il sistema solare. L'Unione Sovietica e gli Stati Uniti furono i leader primari dell'esplorazione spaziale del XX secolo. Cinque agenzie spaziali, che rappresentano più di 15 paesi, hanno lavorato insieme per costruire la Stazione spaziale internazionale. A bordo della stazione è stata stabilita una presenza umana continua nello spazio dal 2000.
Nel 1992 alcune nazioni europee si unirono ed entrarono a far parte dell'Unione europea. Mentre i trasporti e le comunicazioni miglioravano, gli affari economici e politici delle nazioni del mondo divennero sempre più intrecciati fra loro. Questa globalizzazione ha prodotto spesso sia discordie sia collaborazione.
Attraverso i progressi nella scienza, nella scrittura, nella politica, nei trasporti e nelle comunicazioni, gli esseri umani sono diventati la specie dominante sulla Terra e riescono ad influenzare l'ambiente e tutte le altre forme di vita. La portata dell'attività umana ed il continuo aumento della popolazione stanno spingendo l'umanità ad applicare una prospettiva globale di dominio e gestione su questioni di interesse generale come la protezione dell'ambiente, lo sfruttamento delle risorse naturali, la protezione della vita animale ed i cambiamenti climatici.